# Rosemary Bamforth
Rosemary Margaret Warren Bamforth (* 19. Oktober 1924 in Glasgow, Vereinigtes Königreich; † 7. April 2018 in Southampton, Vereinigtes Königreich) war eine britische Pathologin. Sie arbeitete während des Zweiten Weltkriegs im Bletchley Park. Als Medizinerin forschte zur sie zur Lungenkrankheit Mesotheliom bei Werftarbeitern.

## Leben und Werk
Bamforth war die zweite Tochter von Douglas Ince und Isobel Warren. Sie besuchte zunächst die Schule in Schottland und dann das Cheltenham Ladies’ College. Sie bewarb sich im Alter von 16 Jahren für ein Medizinstudium an der University of Glasgow, wurde jedoch aufgrund ihres Alters abgelehnt. Im folgenden Jahr bewarb sie sich um den Eintritt in den Women’s Royal Navy Service und nahm den Dienst auf, sobald sie volljährig war.

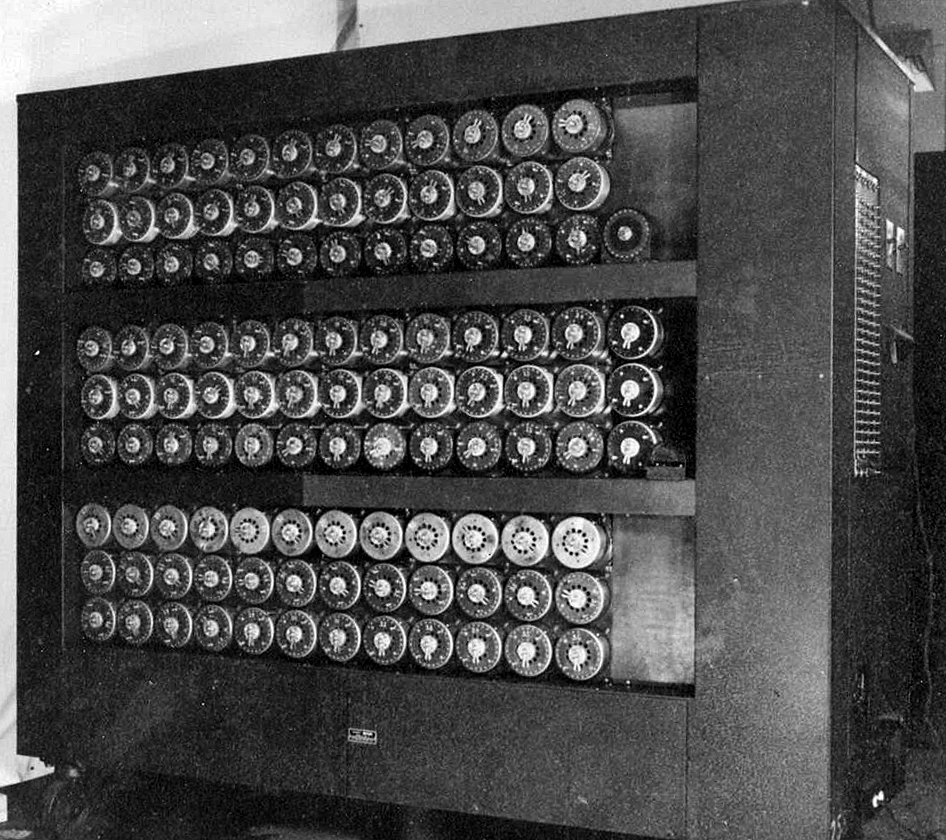
Bletchley-Park-Bombe, 1945

Nach ihrer Erstausbildung in Balloch wurde sie zur Outstation Eastcote, Hillingdon, einer Außenstation von Bletchley Park, versetzt, um dort das Fernschreiben zu erlernen, und anschließend zur Bletchley-Außenstation in Stanmore. 1944 wurde sie nach Bletchley Park versetzt. Bis 1945 arbeitete sie dort in Hut 11 an einer der Turing-Welchman-Bombe-Maschinen, deren Zweck darin bestand, einige der täglichen Anpassungen der Enigma-Maschinen zu entdecken, die die Deutschen zur Verschlüsselung ihrer Nachrichten verwendeten. Aus Sicherheitsgründen wurde den Bedienern der Maschinen nie die volle militärische Bedeutung des Codes mitgeteilt. 25 Jahre lang sprach Bamforth, wie alle, die in Bletchley gearbeitet hatten, nie über ihren Kriegsdienst, bis die Geheimnisse von Bletchley in den 1970er Jahren freigegeben wurden.
Nach dem Krieg schrieb sie sich 1946 an der Universität Glasgow für das Medizinstudium ein. Sie spezialisierte sich auf Pathologie und schloss ihr Studium 1951 ab. Sie führte ihre Ausbildung zur Pathologin an der McGill University in Kanada und am Meadowbrook Hospital in Long Island fort. Eine Zeit lang war sie mit Rainer Goldsmith verlobt, nach dem der Goldsmith-Gletscher benannt wurde. Sie wurde eine anerkannte Spezialistin für die Analyse und Diagnose von Krebs anhand von Gewebeproben.
1959 zog sie zurück nach England und übernahm eine Stelle am Southampton General Hospital, wo sie den Gastroenterologen John Bamforth kennenlernte. Sie heirateten am 6. Mai 1961 und bekamen einen Sohn und zwei Töchter.
Von 1962 bis 1964 waren sie und ihr Mann als Forschungsstipendiaten an der Mayo Clinic in Rochester, Minnesota, tätig. Nach ihrer Rückkehr nahm sie ihre Arbeit am Southampton General Hospital wieder auf und sie wurde leitende Assistenzärztin. In den 1970er Jahren wurde sie sich zunehmend der Zahl der Werftarbeiter bewusst, die an der Lungenkrankheit Mesotheliom erkrankten, und sie war eine der Ersten, die den Zusammenhang zwischen Mesotheliom und Asbestbelastung herstellte.
Sie arbeitete weiterhin in Krankenhäusern in der Gegend von Southampton und Portsmouth. Sie schrieb eine medizinische Abhandlung über ihre Forschungen zur Lungenkrankheit Mesotheliom bei Werftarbeitern, die sie auf Asbestbelastung zurückführte. Die Abhandlung war in der Fachwelt umstritten, wurde aber inzwischen bestätigt.
Sie wies als Erste darauf hin, dass ein Zusammenhang zwischen Asbestexposition und Lungenkrebs besteht. Dank ihrer Arbeit und der wachsenden wissenschaftlichen Erkenntnisse der folgenden Jahrzehnte wurde die Verwendung von Asbest in vielen Ländern der Welt verboten.
Sie arbeitete in mehreren Krankenhäusern im Süden Englands, bevor sie in die Vereinigten Staaten zurückkehrte, wo sie und ihr Mann Forschungsstipendien an der Mayo Clinic in Rochester, Minnesota, erhielten. Ihr Engagement für die Krebsforschung erstreckte sich bis zum Ende ihrer Karriere.
Bamforth starb 2018 im Alter von 93 Jahren.